# 宋二十八星宿硯
二十八星宿硯是宋代的硯，屬於玉石器，以石頭為質料，顏色是深灰色的，形狀是長方形，有個把手方便拿取。硯台的四周有邊框，上面雕刻了許多龍紋。硯面稍微凹陷，然後往下一點點，連接到墨池。硯台的背面利用天然石眼，雕刻了長短不一的細長石柱，排列不整齊地形成了二十八個星宿的形狀。中間有一個圓形的天水雙龍印，上面刻有八層篆文寫著「內府圖書之印」，還有一個陽雕雙連章刻有「吳」和「興」。硯台的一側側壁上有乾隆皇帝的詩文和印章，放在一個刻有相同詩文的紫檀木硯盒裡保存著。